# Općinska nogometna liga Virovitica 1970./71.
Općinska nogometna liga Virovitica (Općinsko nogometno prvenstvo Virovitica) za sezonu 1970./71. je bila liga petog stupnja nogometnog prvenstva SFRJ. 
 
Sudjelovalo je 8 klubova, a prvak je bilo "Bratstvo" iz Gornjeg Bazja. 

## Ljestvica
| mj. | klub                     | ut. | pob. | ner. | por. | gol+ | gol- | bod |
| --- | ------------------------ | --- | ---- | ---- | ---- | ---- | ---- | --- |
| 1.  | Bratstvo Gornje Bazje    | 14  |      |      |      |      |      | 19  |
| 2.  | Proleter Lukač           | 14  |      |      |      |      |      | 19  |
| 3.  | Crvena zvezda Obilićevo  | 14  |      |      |      |      |      | 17  |
| 4.  | Zvijezda Turanovac       | 14  |      |      |      |      |      | 17  |
| 5.  | Bilogora Špišić Bukovica | 14  |      |      |      |      |      | 16  |
| 6.  | Sloga Dugo Selo          | 14  |      |      |      |      |      | 11  |
| 7.  | Proleter Bušetina        | 14  |      |      |      |      |      | 9   |
| 8.  | Sloboda Ovčara           | 14  |      |      |      |      |      | 4   |

- "Bratstvo" – Gornje Bazje prvak radi bolje gol-razlike
- Dugo Selo – skraćeno za Dugo Selo Lukačko
- Obilićevo, skraćeno za Novo Obilićevo – tadašnji naziv za Zvonimirovo
- Ovčara, skraćeno za Ovčara Suhopoljska – danas dio naselja Suhopolje

## Rezultatska križaljka
| kratica | klub                     | BIL | BRA | CRVZ | PROB | PROL | SLOB | SLOG | ZVI |
| --- | ------------------------ | --- | --- | ---- | ---- | ---- | ---- | ---- | --- |
| BIL | Bilogora Špišić Bukovica |     |     |      |      |      |      |      |     |
| BRA | Bratstvo Gornje Bazje    |     |     |      |      |      |      |      |     |
| CRVZ | Crvena zvezda Obilićevo  |     |     |      |      |      |      |      |     |
| PROB | Proleter Bušetina        |     |     |      |      |      |      |      |     |
| PROL | Proleter Lukač           |     |     |      |      |      |      |      |     |
| SLOB | Sloboda Ovčara           |     |     |      |      |      |      |      |     |
| SLOG | Sloga Dugo Selo          |     |     |      |      |      |      |      |     |
| ZVI | Zvijezda Turanovac       |     |     |      |      |      |      |      |     |
| |                          |     |     |      |      |      |      |      |     |
| podebljan rezultat - utakmice od 1. do 7. kola (1. utakmica između klubova) rezultat normalne debljine - utakmice od 8. do 14. kola (2. utakmica između klubova) rezultat nakošen - nije vidljiv redoslijed odigravanja međusobnih utakmica iz dostupnih izvora rezultat smanjen * - iz dostupnih izvora nije uočljiv domaćin susreta prekrižen rezultat - poništena ili brisana utakmica p - utakmica prekinuta 3:0 p.f. / 0:3 p.f. - rezultat 3:0 bez borbe n.i. - nije igrano |                          |     |     |      |      |      |      |      |     |

 Izvori: